# نسیم هنید
نسیم هنید (انگلیسی: Nassim Hnid؛ زادهٔ ۱۲ مارس ۱۹۹۷) بازیکن فوتبال اهل تونس است.
از باشگاه‌هایی که در آن بازی کرده‌است می‌توان به باشگاه فوتبال صفاقسی اشاره کرد.
وی همچنین در تیم‌های ملی فوتبال زیر ۲۳ سال تونس و تونس بازی کرده‌است.